# Aula Dei 908
Aula Dei 908 es una variedad cultivar de ciruelo (Prunus domestica), de las denominadas ciruelas europeas,
una variedad de ciruela oriunda de la comunidad autónoma de Andalucía, Sanlúcar la Mayor (Sevilla). Las frutas tienen un tamaño pequeño o medio, color de piel amarillo ámbar, y pulpa de color amarillo ámbar, exacto al de la epidermis, con textura pastosa, poco jugosa, y un sabor soso soso e insípido.

## Historia
'Aula Dei 908' variedad de ciruela local cuyos orígenes se sitúan en la zona del Guadalquivir, comunidad autónoma de Andalucía, Sanlúcar la Mayor (Sevilla).
'Aula Dei 908' está cultivada en el banco de germoplasma de cultivos vivos de la Estación experimental Aula Dei de Zaragoza. Está considerada incluida en las variedades locales autóctonas muy antiguas, cuyo cultivo se centraba en comarcas muy definidas, que se caracterizan por su buena adaptación a sus ecosistemas, y podrían tener interés genético en virtud de su características organolepticas y resistencia a enfermedades, con vista a mejorar a otras variedades.

## Características
'Aula Dei 908' árbol de porte extenso, vigoroso, erguido, muy fértil y resistente. Las flores deben aclararse mucho para que los frutos alcancen un calibre más grueso. Tiene un tiempo de floración que comienza a partir del 16 de abril con el 10% de floración, para el 20 de abril tiene una floración completa (80%), y para el 29 de abril tiene un 90% de caída de pétalos.
'Aula Dei 908' tiene una talla de tamaño pequeño o medio, de forma muy irregular, con depresiones y protuberancias irregularmente repartidas, en general la anchura es mucho mayor que el espesor por lo que es redondeada vista de frente y elíptica de perfil, asimétrica, con un lado más desarrollado, presentando sutura con línea muy fina, transparente, situación muy variable, superficial, en una depresión amplia en la parte central, o hundida en los extremos;epidermis tiene una piel muy fina y transparente, pruina blanquecina, sin pubescencia, piel de color amarillo ámbar uniforme, punteado muy menudo, amarillo claro o blanquecino, muy abundante, sobre todo en la zona pistilar y dejando casi libre la zona peduncular; Pedúnculo mediano, fino, leñoso, sin pubescencia, ubicado en una cavidad del pedúnculo estrecha, medianamente profunda, rebajada en la sutura de manera muy variable e incluso sin rebajar;pulpa de color amarillo ámbar, exacto al de la epidermis, con textura pastosa, poco jugosa, y un sabor soso.
Hueso libre o semi libre, pequeño, elíptico, con surcos discontinuos, y superficie semi lisa, muy pulida.
Su tiempo de recogida de cosecha se inicia en su maduración en la primera decena de julio.

## Usos
La ciruela 'Aula Dei 908' se comen crudas de fruta fresca en mesa, y debido a su sabor poco dulce, soso e insípido se transforma en mermeladas, almíbar de frutas o compotas para su mejor aprovechamiento.

## Cultivo
Autofértil, es una muy buena variedad polinizadora de todos los demás ciruelos.